# Бранденбург (маркграфство)
Маркгра́фство Бра́нденбург (нем. Markgrafschaft Brandenburg) — одно из наиболее значительных княжеств в Священной Римской империи, существовавшее с 1157 года вплоть до ликвидации Германо-римской империи в 1806 году. 
Маркграфство также известно как Бра́нденбургская ма́рка (нем. Mark Brandenburg), поскольку данное княжество развилось из Северной марки (Северной мархии), основанной на территории расселения славянских вендов. Правящие Бранденбургом маркграфы по Золотой булле 1356 года получили престижный титул курфюрстов, наделявший их правом голоса на выборах императора Священной Римской империи, после чего государство называлось курфюршеством Бранденбург (нем. Kurfürstentum Brandenburg).

## История

### Основание и правление Асканиев (1157—1320)
В 1134 году император Священной Римской империи Лотарь II назначил графа из рода Асканиев Альбрехта Медведя маркграфом Северной марки. Альбрехт возглавлял второй этап «восточной колонизации» (много сделавшем для колонизации края славян), и имел славу искусного дипломата, и только ему удалось положить конец всяким дальнейшим попыткам вендов восстановить свое господство в этих местах. В 1150 году Альбрехт занял гевельскую крепость Бранденбург без боя, став наследником славянского правителя Прибыслава-Генриха. Спревянский правитель Якса из Копаницы, возможно приходившийся родственником Прибыславу-Генриху, заявил о претензиях на земли гевелов. Благодаря предательству, подкупу, хитрости и силе с помощью поляков ему удалось захватить крепость Бранденбург и присвоить себе власть над гевельскими землями. Разные источники относят эти события к 1153 году или 1157 году. 11 июня 1157 года после кровопролитных боёв Альбрехту Медведю удалось окончательно закрепиться в крепости Бранденбург, изгнав оттуда князя Яксу. 3 октября 1157 года он официально принял титул маркграфа Бранденбургского (Adelbertus Dei gratia marchio in Brandenborch). Таким образом у Альтмарка, Пригница и Хафельланда появился административный центр, а Северная марка стала Бранденбургской маркой.
Первоначально в состав новой марки входили только Хафельланд и Цаухе. Существуют версии, что Альбрехт приглашал в новую марку переселенцев, в частности из Альтмарка, Гарца, Фландрии и прирейнских земель ещё в 1157 году. Новое население имело более высокий технологический уровень ремесла и сельского хозяйства. Умелая политика расселения в Бранденбургской марке, способствовавшая её стабилизации. Охрана крепостей и новых поселений в Бранденбургской марке поручалась дворянам, которых приглашали в марку вместе с собственными вооружёнными войсками. При Асканиях началось строительство деревень и городов по планам. Ангермюнде, Эберсвальде, Франкфурт-на-Одере, Перлеберг, Пренцлау, Шпандау и Берлин получили при Асканиях городские права. Центрами духовной жизни марки этого периода были епископства Бранденбург, Хафельберг, Лебус и монастыри Ленин, Корин и Цинна. В то же время отношения между проживавшими на территории немцами и славянами не были равными. Славяне, прозванные здесь вендами, с самого начала считались неполноценными жителями, но их терпели, а со временем славяне ассимилировались.

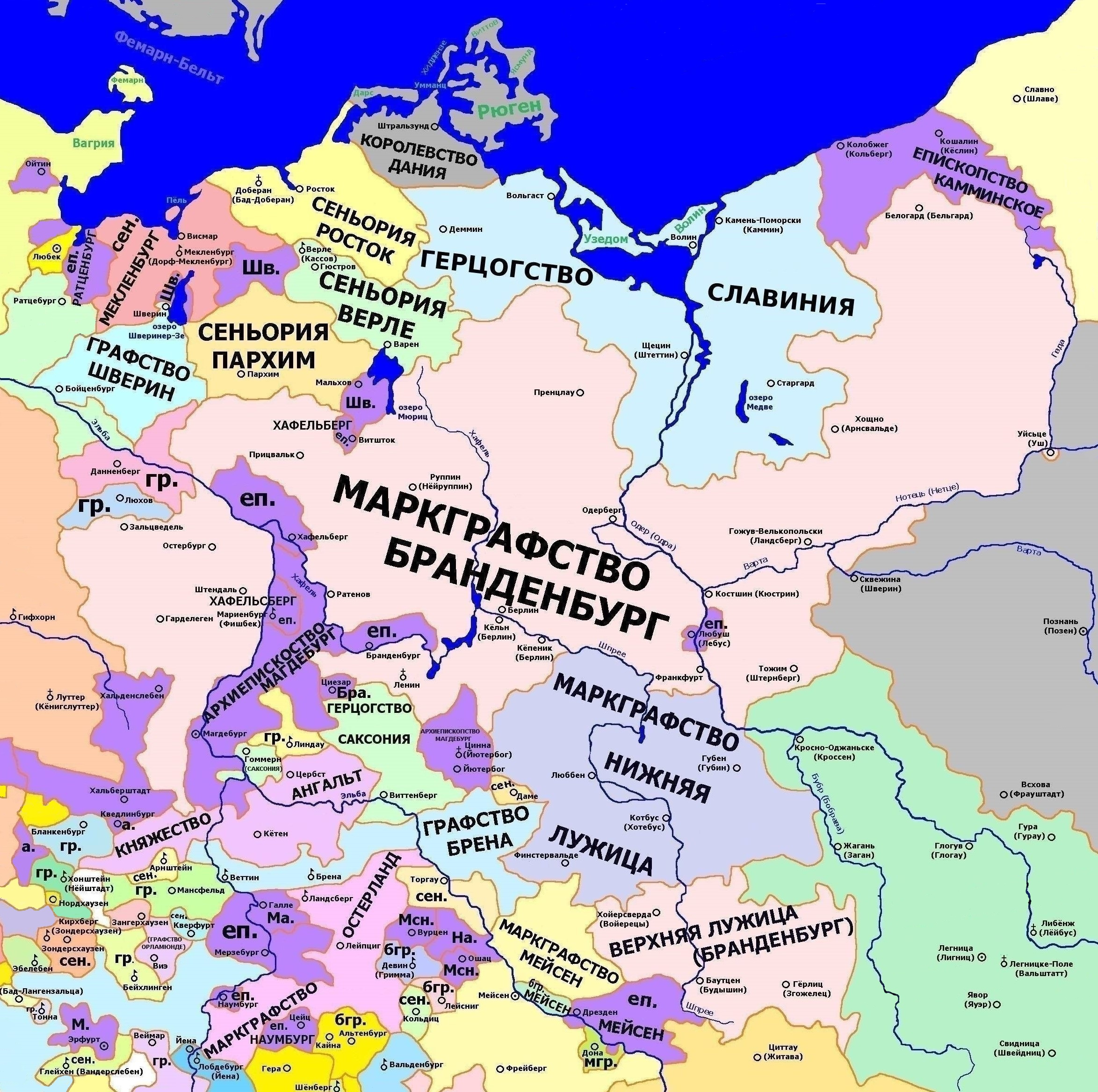
Бранденбург в 1250 году

После смерти Альбрехта в 1170 году титул маркграфа Бранденбурга получил его старший сын Оттон I, ставший основателем бранденбургской ветви Асканиев.
Бранденбургские Аскании продолжали свою политику экспансии на восток и северо-восток с целью получить выход к Балтийскому морю в устье Одера, одному из наиболее крупных в то время торговых рынков международного значения. Эта политика привела к конфликту с соседями, в частности, с Данией. После победы в битве при Борнхёведе в 1227 году Бранденбург заявил о своих претензиях на Померанию. В 1231 году император Фридрих II передал её в качества лена тогда ещё несовершеннолетнему бранденбургскому маркграфу. В 1250 году к Бранденбургской марке присоединилась Укерская марка. Внуки Оттона I, маркграфы Иоганн и Оттон III основали несколько городов, уделив особое внимание развитию городов Кёльн и Берлин, из которых впоследствии образовалась столица Германии.
К началу XIV века границы Бранденбургской марки проходили по Ноймарку восточнее Одера и Варты, у Штеттина на севере и глубоко внедрялись в Лужицу на юге. В 1320 году род Асканиев в Бранденбурге пресёкся со смертью малолетнего Генриха II.

### Правление Виттельсбахов и Люксембургов (1320—1415)

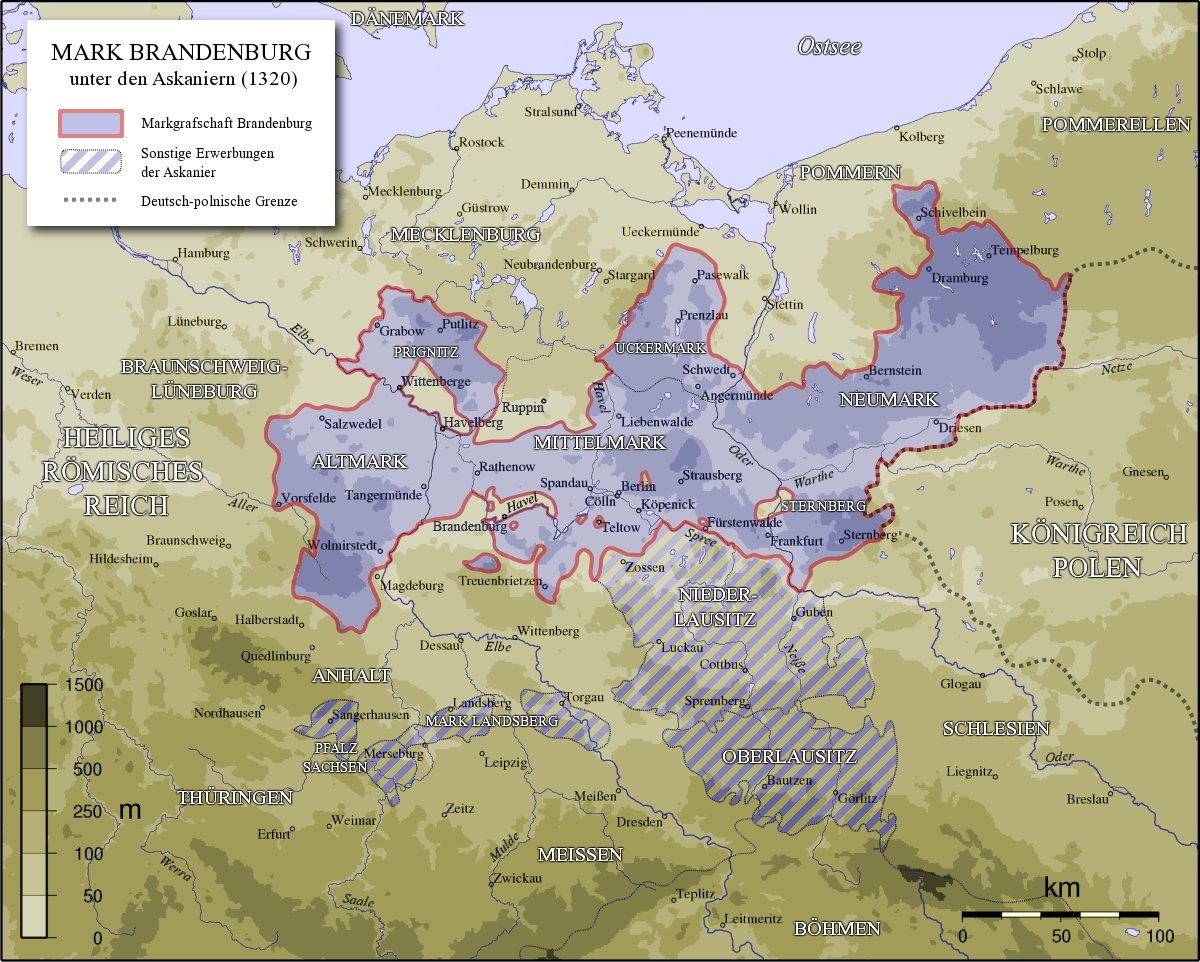
Маркграфство в 1320 году (закрашено сплошным лиловым цветом)

Смерть последнего из бранденбургских Асканиев повергла Бранденбургскую марку в серьёзный кризис, известный как «Бранденбургское междуцарствие». Бранденбург стал предметом споров между несколькими правящими династиями. Завоёванные в течение долгих лет области Бранденбурга вновь присвоили себе соседи. Мекленбург и Померания отобрали в Северогерманской маркграфской (Зундской) и Померанско-бранденбургской войнах Пригниц, а Померания ещё и часть Уккермарка. Поляки вторглись в Ноймарк.
Конец смутным временам в Бранденбурге положил император Священной Римской империи Людовик IV (Людовик Баварский) из рода Виттельсбахов, являвшийся дядей по материнской линии последнему из правящих бранденбургских Асканиев. Он после победы над Габсбургами передал Бранденбургскую марку в качестве имперского лена своему восьмилетнему сыну, будущему герцогу Баварии Людвигу, в обход саксонской ветви Асканиев. Так власть в Бранденбурге перешла к Виттельсбахам.
Это однако не пошло на пользу Бранденбургу. Прочных связей между ним и Баварией не возникло. Правители не стремились к развитию марки, находившейся вдали от их основной резиденции, и рассматривали Бранденбург как приграничную территорию и источник получения доходов. В отсутствие защиты правителя марка погрузилась в хаос и анархию. Дворяне-помещики, настоятели монастырей и городские советы выступали самостоятельными властителями. В 1325 году жители Берлина и Кёльна совершили убийство своего пастора Николауса фон Бернау, за что папа наложил на Берлин интердикт. Бранденбургская знать отказалась подчиниться представителю Виттельсбахов курфюрсту Людвигу I, и в сентябре 1345 года города и рыцарство с Берлином во главе объединились против маркграфа из Баварии.
Успеху сопротивления Виттельсбахам способствовало их шаткое положение в империи. В 1346 году империя назначила второго императора в противовес правившему Виттельсбаху Людвигу IV Баварскому, что ещё больше усугубило ситуацию для Виттельсбахов как в империи, так и в Бранденбургской марке. После смерти императора-Виттельсбаха Людвига IV и передачи императорского титула представителю Люксембургов Карлу IV в Бранденбурге объявился самозванец, выдававший себя за предпоследнего асканийского маркграфа Вальдемара. Лжевальдемар, заявивший, что его похороны были лишь инсценировкой, пользовался столь широкой поддержкой населения, что 2 октября 1348 года даже получил от императора Карла IV Бранденбургскую марку в ленное владение. Как следствие, большинство городов вышло из-под контроля настоящего маркграфа Людвига I. Афера Лжевальдемара была раскрыта в 1350 году. Все эти перипетии окончательно отбили у баварского маркграфа желание править в Бранденбурге, и он передал марку по Луккаускому договору 1351 года своим младшим сводным братьям Людвигу II и Оттону V, а сам вернулся в Верхнюю Баварию, чтобы наследовать своему отцу.
С XIII века маркграфы Бранденбурга входили в состав семи курфюрстов империи, избиравших императора Священной Римской империи. Курфюршеский титул правителей Бранденбурга был узаконен в 1356 году имперским законом, знаменитой Золотой буллой. Маркграф Людвиг II на этом основании стал первым бранденбургским курфюрстом. Называвшийся отныне курмаркой Бранденбург состоял из Альтмарка, Миттельмарка и Ноймарка. Положение Бранденбурга в империи упрочилось, но это никак не решало существовавших внутренних проблем.
После смерти Людвига II в 1365 году власть перешла к Оттону V, не радевшему за свои владения. В 1367 году Оттон V продал Нижнюю Лужицу, уже заложенную ранее Веттинам, императору Карлу IV. Спустя год он потерял город Дойч-Кроне, который отошёл польскому королю Казимиру Великому.
В этой ситуации на Бранденбургскую марку обратил внимание император Карл IV, неоднократно пытавшийся приобрести марку для своего рода, Люксембургов. Для него был важен голос курфюрста Бранденбурга, обеспечивавший победу Люксембургов на выборах императора Священной Римской империи. В 1373 году плану Карла IV было суждено реализоваться, по Фюрстенвальдскому миру Оттон V получил за марку 500 тысяч гульденов. Ландтаг в Губене скрепил «вечный союз» курфюршества Бранденбург и Нижней Лужицы с королевством Богемия, которое занимало значительную часть владений Люксембургов. Власть в Бранденбургской марке перешла от Виттельсбахов к Люксембургам. Крепость в Тангермюнде по приказу императора Карла была переоборудована в курфюршескую резиденцию, и Тангермюнде служил императору время от времени второй резиденцией.
Преемник Карла в Бранденбурге Йост Моравский испытывал ещё меньше интереса к управлению своим владением, чем Виттельсбахи. Власть Люксембургов на деле перешла к сословной местной знати. Население, в особенности сельское, страдало от перемещавшихся по территории войск и притеснявших его банд разбойников. Эта ситуация, близкая к гражданской войне, привела Бранденбург на грань катастрофы. В 1410 году представители бранденбургских городов отправились в Будапешт, чтобы просить императора Сигизмунда предпринять решительные действия для наведения мира в Бранденбурге, после чего император отправил в Бранденбург своего бургграфа Фридриха VI Нюрнбергского из рода Гогенцоллернов.
Фридрих VI был назначен императором наследным главой и правителем Бранденбургской марки. Железной рукой Фридрих расправлялся с непокорным бранденбургским дворянством (в частности с родами Квитцов и Путлиц) и сумел навести порядок в своих владениях. Спустя четыре года 30 апреля 1415 года на Констанцском соборе император Сигизмунд присвоил Фридриху VI титул наследного маркграфа и курфюрста под именем Фридриха I Бранденбургского. Бранденбургские города принесли свою присягу на верность Фридриху 21 октября того же года в Берлине.

### Правление Гогенцоллернов (1415—1618)

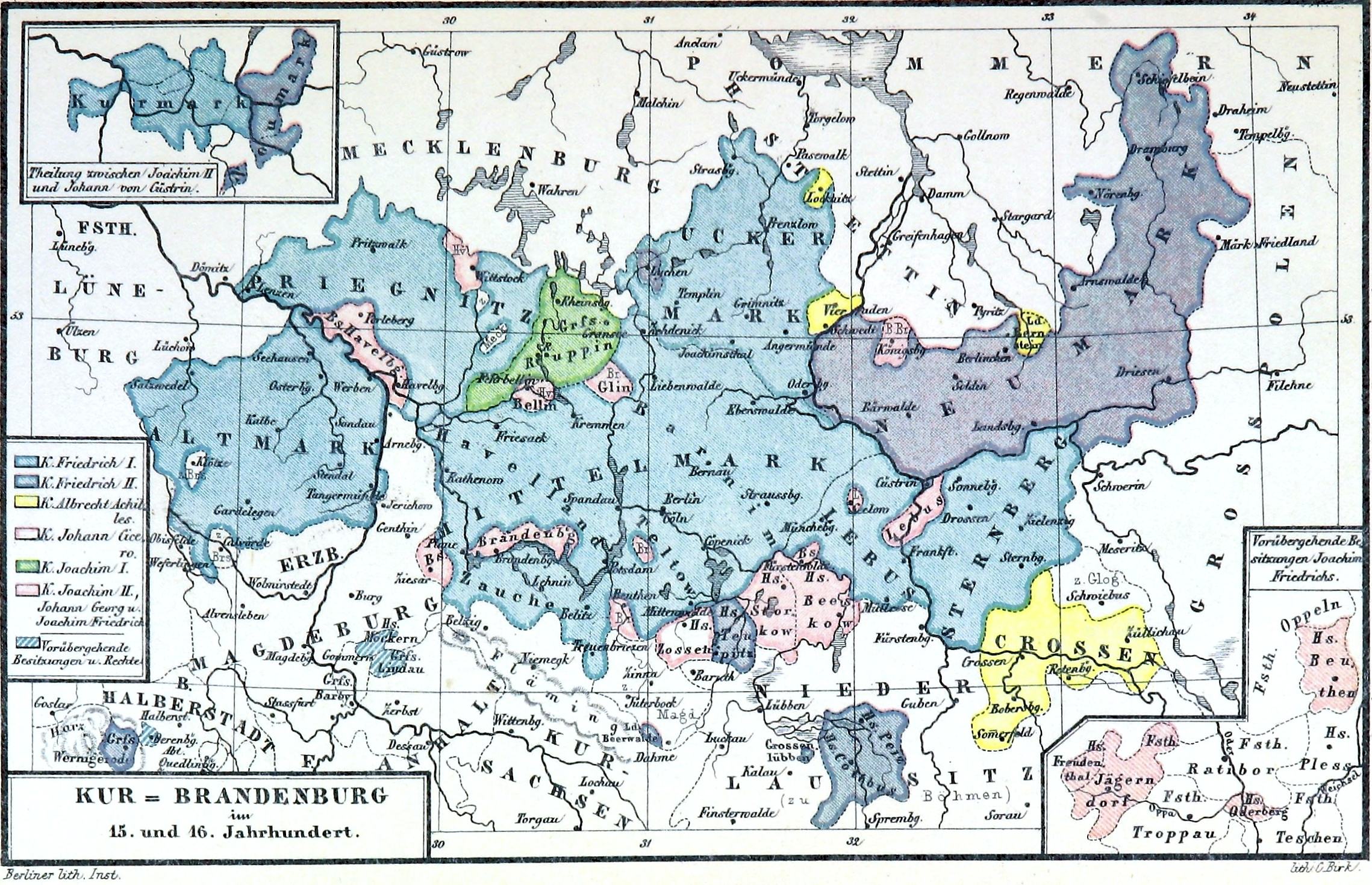
Раздел курфюршества в 1535 году.

Гогенцоллерны взошли на трон Бранденбурга в 1415 году, получив тяжёлое наследство. Торговля и транспорт были парализованы, население находилось в сложнейших экономических условиях. Фридрих назначил своей резиденцией Берлин, но затем удалился в свои франконские владения после того, как в 1437 году передал власть в Бранденбурге своему сыну Фридриху II.
При дальнейших Гогенцоллернах продолжилась стабилизация положения в Бранденбургской марке. Курфюрсты создали систему управления своими владениями. Утраченные территории были почти полностью возвращены. Благодаря принципу первородства Dispositio Achillea, введённому в 1473 году Альбрехтом Ахиллом, было предотвращён раздел Бранденбургской марки, обеспечив территориальную целостность государства.
В 1486 году при курфюрсте Иоганне Цицероне объединившиеся города Берлин и Кёльн стали официальной резиденцией маркграфов Гогенцоллернов, что усиливало связь династии с курмаркой и в дальнейшем способствовало превращению Берлина в столицу.
В 1506 году курфюрст Иоахим I основал во Франкфурте-на-Одере университет Виадрину, чтобы молодые люди получали образование для службы в церкви, юстиции и управлении. Этому курфюрсту удалось добиться усиления центральной власти и отмены особых сословных привилегий и самоуправления городов. Он прописал права и обязанности городов и обязал городские управы вести точный учёт расходов и доходов.
При его преемнике курфюрсте Иоахиме II Бранденбургская марка присоединилась к движению Реформации. Последовавшая за этим передача церковных владений светской власти сделала курфюрста одним из самых крупных землевладельцев в марке и обеспечила ему преимущество в спорах с сословной знатью, упрочив независимость курфюрста. Однако этот процесс протекал медленно и затянулся до начала XVII века. До этого времени центральная власть курфюрста ограничивалась властью городов и сильным влиянием поместного дворянства. За пределами курфюршеского двора органов управления, подвластных курфюрсту, не существовало. Поэтому к 1550 году Бранденбург распался на отдельные области, подчинявшиеся городам или помещикам, и доменные владения курфюрста, управляемые его наместниками.
Во внешней политике Гогенцоллерны находились в конфронтации с северными соседями Данией и Швецией. Действия против Польши ограничивались статусом Пруссии. На западе интересы бранденбуржцев пересекались с интересами Французского королевства. Несмотря на такое окружение курфюрсту Иоганну Сигизмунду удалось в 1614 году получить по Ксантенскому договору герцогство Клеве, Минден и графства Марк и Равенсберг.

Бранденбург в 1618 году

С 1605 года бранденбургские курфюрсты на правах регентов правили герцогством Пруссия. После смерти последнего из прусских герцогов Альбрехта Фридриха в 1618 году герцогство Пруссию формально унаследовал курфюрст бранденбургский Иоганн Сигизмунд, и с этого времени правление Бранденбургской маркой и герцогством Пруссия осуществлялось в личной унии бранденбургскими курфюрстами. В итоге маркграфство стало неотъемлемой частью объединённого государства Бранденбург-Пруссия, которое окончательно удалось объединить лишь во второй половине XVII века. 

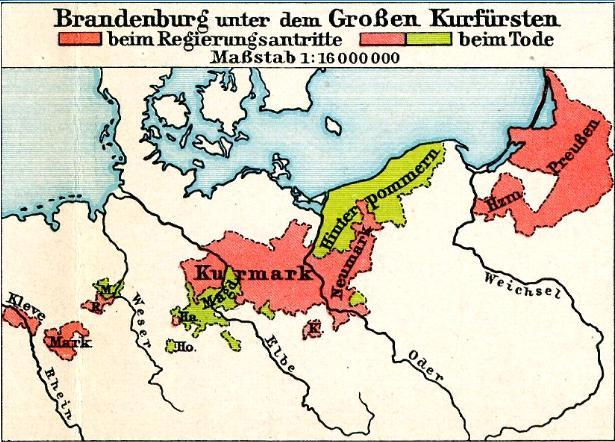
Бранденбург-Пруссия в 1688 году. Зелёным цветом показаны территориальные приобретения по Вестфальскому миру 1648 года

Вестфальский мир 1648 года был очень благоприятен для Бранденбурга, который получил всю Дальнюю Померанию (Hinterpommern), а также бывшие епископства Каммин, Хальберштадт, Минден и бывшее архиепископство Магдебург в виде вознаграждения за Переднюю Померанию (Vorpommern), доставшуюся шведам.
В XVIII веке оно было преобразовано в королевство Пруссия, которое наравне с Австрийской империей стало ведущим государством в землях Германии на протяжении XVIII века. Несмотря на то, что титулом правителей этого государства был «король Пруссии», центром объединённого государства продолжала оставаться столица Бранденбурга — Берлин.
Маркграфство Бранденбург было ликвидировано совместно с архаической Священной Римской империей в 1806 году, однако в 1815 году оно было заменено прусской провинцией Бранденбург. Управляемая династией Гогенцоллернов королевство Пруссия добилась объединения Германии в 1871 году. Название «марка Бранденбург» сегодня используется для неофициального обозначения федеральной земли Бранденбург в современной Германии.